# Mary Katharine Brandegee
Mary Katharine Brandegee (geborene Layne; verwitwete Mary Katharine Curran; * 28. Oktober 1844 in Tennessee; † 3. April 1920 in Berkeley) war eine US-amerikanische Botanikerin und Pflanzensammlerin. Ihre offiziellen botanischen Autorenkürzel lauten „Curran“ und „K.Brandegee“; früher war auch das Kürzel „K.Brandeg.“ in Gebrauch. Sie war in zweiter Ehe mit dem Botaniker Townshend Stith Brandegee (1843–1925) verheiratet.

## Leben und Wirken
Mary Katharine Brandegee war das zweite von zehn Kindern eines Müllers. Mit ihrer Familie zog sie während ihrer Kindheit häufig um, bis sich die Familie in Folsom niederließ. 1866 heiratete sie Hughes Curran, der 1874 starb. Von 1875 bis 1878 besuchte sie die Medizinische Fakultät der Universität von Kalifornien und erwarb dort ihren Doktortitel. Anschließend praktizierte sie als Medizinerin.
Von 1883 bis 1894 war sie Kuratorin des Herbariums der California Academy of Sciences. 1889 heiratete sie Townshend Stith Brandegee, mit dem sie zahlreiche Sammelreisen durch Kalifornien, Nevada und Niederkalifornien unternahm. Ihre Hochzeitsreise führte sie gemeinsam zu Fuß von San Diego nach San Francisco.
Von 1894 bis 1906 setzte sie ihre botanischen Studien gemeinsam mit ihrem Ehemann in San Diego fort. Seit 1898 arbeitete das Botaniker-Paar sehr eng mit Carl Albert Purpus zusammen. Sie arbeitete freiwillig am Berkeley Herbarium der Universität von Kalifornien, an dem ihr Mann Ehrenkurator war.

## Ehrungen
Im Mai 2024 wurde ein Weg im Botanischen Garten Mainz nach ihr benannt.

## Schriften
Mary Katharine Brandegee gründete 1880 die Bulletin-Reihe der California Academy of Sciences und war als deren Herausgeberin tätig. Gemeinsam mit ihrem Ehemann und Harvey Wilson Harkness (1821–1901) gründete sie 1890 die Zeitschrift Zoe. In Zoe sind viele ihrer Artikel über die kalifornische Flora erschienen.
Auswahl
- Notes on Cacteae I. In: Erythea. Band 5, 1897, S. 111–123, (online).
- Notes on Cacteae II. In: Zoe. Band 5, Nummer 10, August 1905, S. 189–195, (online).